# Batalla de Tapae (87)
La batalla de Tapae del 87 fue parte de la guerra dacia del emperador romano Domiciano contra las tribus de Dacia, sucedida casi dos décadas antes de la conquista definitiva de Trajano.

## Antecedentes
En el año 87, Duras, rey dacio, ordenó a sus fuerzas cruzar el Danubio y atacar la provincia romana de Moesia. Tras el ataque el emperador Domiciano organizó personalmente su defensa y organizó una expedición para invadir Dacia.

## La batalla
La fuerza romana, bajo el general Cornelio Fusco, se componía de seis legiones romanas que cruzaron el Danubio y avanzaron a Tapae para invadir el interior del reino de Dacia. En el paso se encontraron con el ejército dacio, que tendió una emboscada a los romanos, quienes sufrieron una gran derrota. Casi todos los soldados de la Legio V Alaudae murieron, los dacios capturaron sus estandartes y sus máquinas de guerra, y Cornelio Fusco murió en la batalla. Tras esta victoria, el rey dacio Diurpaneus recibió el nombre de Decebalus, que significa el valeroso o el más poderoso.

## Consecuencias
Al año siguiente los romanos lanzaron otra ofensiva al mando del general Lucio Tetio Juliano que consiguió forzar con éxito el mismo paso; sin embargo, las difíciles condiciones geográficas y la necesidad de defender el frente de Panonia obligaron a los romanos a detener su ofensiva y buscar la paz, que resultó muy humillante para Roma y que pudo ser la causa del asesinato de Domiciano en el año 96.